# 森崎窯業
株式会社森﨑窯業（もりさきようぎょう）は島根県大田市に拠点を置く石州瓦の製造・販売などを行っていた会社である。
石央セラミックスグループに属し、石州瓦工業組合に加盟していた。

## 事業所
- 本社
  - 島根県大田市温泉津町井田イ945番地2
- 関東営業所
  - 千葉県流山市東深井891番地203号

## 沿革
- 1942年12月 創業。
- 1953年11月 有限会社森﨑窯業を設立。
- 1993年4月 株式会社森﨑窯業に組織変更。
- 1993年6月25日 石央セラミックス協同組合の設立に参加。
- 1999年1月29日 石央瓦販売の設立に参加。
- 2009年2月 製造部門から撤退。製造部門は丸惣佐々木窯業所に統合。
- 2015年4月22日 特別清算手続開始。